# Mihail D. David

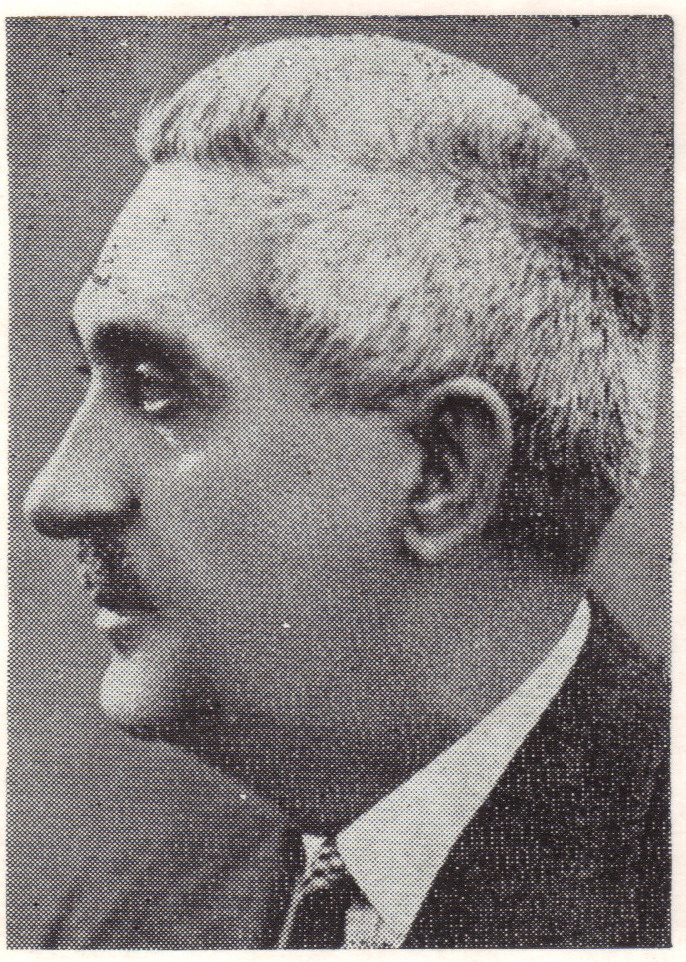
Mihai David

Mihail D. David (n. 21 mai 1886, Negrești, Vaslui — d. 26 iunie 1954, Iași) a fost un geograf și geolog român, membru corespondent al Academiei Române, profesor la Universitatea din Iași. A adus contribuții importante la dezvoltarea geomorfologiei în România.

## Biografie
Mihail David s-a născut în familia modestului factor poștal și mic negustor din Negreștii Vasluiului. După cuvenitul popas în școala primară din localitatea natală, prin concurs riguros, Mihail David a devenit elevul bursier ce avea să termine Liceul Internat din Iași, ca șef de promoție, în anul 1906. În același an s-a înscris ca student la Secția de Științe Naturale de la Facultatea de Științe a Universității din Iași, luându-și licența în anul 1910. Aici a avut profesori străluciți și a fost fascinat de personalitatea lui Ion Simionescu de care s-a atașat temeinic și care, la rându-i, prețuindu-l în mod deosebit, l-a adus ca asistent la Catedra de geologie și paleontologie. Cum în acea vreme I. Simionescu suplinea și Catedra de geografie, a fost și M. David numit preparator-desenator (1 noiembrie 1913) la această catedră, post în care a rămas și în vremea când devenise titular G. Vâlsan, demisionând în 1920, când i s-a încredințat suplinirea catedrei„Să-și găsească cineva calea vieții lui e lucrul cel mai de preț în lumea asta” scria Mihai David, într-un omagiu dedicat lui Simion Mehedinți, în 1939, după ce el își găsise demult și își urma calea științifică, grație marelui Ion Simionescu.
După cum avea să mărturisească în 1944, hotărâtoare pentru calea vieții lui a fost lecția de deschidere a cursului de Geologie al lui I. Simionescu, din toamna anului 1908: „ieșind aproape uluit de la această deschidere de curs, am pornit în neștire, nu spre casa care era în partea de jos a orașului, ci spre dealul Copoului, unde în amurgul împurpurat al asfințitului, priveam cum se desfășoară departe creasta zimțuită a Carpaților cu transparența de ametist. Și în acea minunată priveliște și cu sufletul atâta de răscolit de ceea ce auzisem de la maestru, mi-am statornicit cărarea vieții, fiindcă până atunci nu eram încă dumerit pe ce drum de muncă să apuc. Și iată așa a început între mine și profesorul I. Simionescu o legătură care, în al doilea an de studiu geologic, s-a întărit prin statornicirea mea la laboratorul condus de el. Și au trecut ani de rodnică ucenicie în care sufletu-mi s-a legat din ce în ce mai puternic de personalitatea sa, de la care nu puteai învăța decât binele și frumosul”.
După absolvirea facultății, în 1910 a avut marea satisfacție de a deveni coleg de cancelarie cu foștii săi profesori de la Liceul Internat din Iași, unde a predat Științele naturale până în anul 1912, când a fost încadrat ca asistent suplinitor la Catedra de Geologie și Paleontologie de la Universitatea din Iași, revenind alături de iubitul lui magistru – I. Simionescu. A satisfăcut serviciul militar la Regimentul 4 Vânători, Iași, urmând apoi Școala de ofițeri de rezervă la București.
Vremurile erau tulburi și, în 1913, a fost mobilizat făcându-și datoria de ostaș încât a fost decorat cu Avântul Țării. În același an, la 1 noiembrie a fost numit preparator-desenator suplinitor la Catedra de Geografie, care rămăsese vacantă prin moartea, în 1911, a lui Ștefan Popescu și era suplinită de I. Simionescu. A fost acesta un moment de răscruce, care a dat o nouă orientare căii pe care și-o alesese sub înrâurirea maestrului său. De acum înainte, viața și activitatea lui M. David se vor împleti tot mai strâns cu destinele geografiei ieșene.
Soarta a vrut să-l mențină încă puternic ancorat în domeniul geologiei deoarece, la 15 ianuarie 1913, a fost numit suplinitor la Catedra de Geologie și Paleontologie, unde a predat și cursul de Agrogeologie la Secția agricolă până în anul 1916, când a fost mobilizat din nou. Ca ofițer, cu gradul de căpitan în rezervă, a participat activ la război, la un moment dat fiind luat prizonier dar a fost eliberat de bravul său caporal încât au luat ei prizonieri pe inamici. Episodul este menționat pe o fotografie pe care i-a dat-o ostașului, ca semn de recunoștință. Pentru participarea la campanie a fost decorat cu Războiul de Întregire – bareta Ardeal, cu Egreta Mihai Viteazul și cu Coroana României (cavaler).
Revenit la viața civilă, și-a continuat activitatea la Facultatea de Științe, pregătindu-și doctoratul în geologie pe care l-a luat în mod strălucit cu teza „Cercetări geologice în Podișul Moldovei”, în iunie 1919. Se părea că îi este definitivată calea pe tărâmul geologiei dar nu a fost așa deoarece la 1 ianuarie 1920 a fost numit suplinitor al Catedrei de Geografie care rămăsese vacantă iarăși prin plecarea, la Cluj-Napoca, a lui George Vâlsan.
De data aceasta cariera universitară a lui M. David s-a înscris mai temeinic în domeniul geografiei, fără părăsirea definitivă a geologiei.
Devenit suplinitorul catedrei, i se aprobă demisia din postul de asistent desenator de la Catedra de Geografie, la 1 februarie 1920, dar, în același an, primește două numiri noi la catedra de Geologie și Paleontologie: asistent provizoriu, la 1 aprilie și șef de lucrări (însărcinat), la 1 octombrie. Tot în acel an, a început să suplinească și conferința de Agrogeologie (devenită, în 1929, Catedra de Agrogeologie și pedologie), predând cursuri studenților de la Secția Agricolă până în anul 1930, când această catedră a început a fi suplinită de către Nicolae Florov. A mai suplinit Catedra de geologie în perioada 1929-1931 și apoi în 1941-1944.
Numit profesor la Catedra de geografie, M. David și-a concentrat toate forțele și priceperea pentru organizarea temeinică a învățământului și a cercetării geografice, fără a rupe legăturile cu geologia.
Putem aprecia ca benefice împrejurările care au făcut ca M. David să-și desfășoare activitatea în domeniile înrudite ale geologiei și geografiei, întrucât a legat strâns geografia ieșeană de geologie și de științele naturale pe plan didactic și a folosit cu mult succes metodele geografice pentru descifrarea structurii geologice, precum și datele geologice pentru explicarea realității geografice în cercetarea științifică.
Preluând Catedra de geografie, M. David a fost nevoit să pornească de la un teren aproape gol în materie de organizare deoarece nu moștenise decât o sală cu un dulap și cca. 100 de cărți, fără nici un fel de material didactic, după cum a mărturisit el însuși mult mai târziu. Întrucât în anul universitar 1924–1925 numărul studenților Secției de Geografie ajunsese deja la 114, M. David a obținut închirierea unei clădiri în str. Codrescu, Nr. 11 în care a organizat Laboratorul de geografie cu o sală de curs și de lucrări practice, o bibliotecă, o sală de material didactic și cabinete pentru cadrele didactice. Abia în 1934 i s-a repartizat Secției de geografie, mai întâi provizoriu și apoi definitiv, un spațiu adecvat în aripa nouă a clădirii universității. Împreună cu colaboratorii, M. David a organizat temeinic acest spațiu dotându-l cu mobilier trainic și perfect adecvat, cu numeroase cărți, reviste de specialitate, hărți, planșe, instrumente și aparate necesare procesului didactic și cercetării științifice.
A organizat o bibliotecă de specialitate și un laborator fotografic, încadrând un excelent fotograf care a realizat o impresionantă colecție de fotografii documentare. În felul acesta, M. David a reușit să creeze o bază materială care asigura condiții optime procesului didactic și cercetării științifice.
Din 1920 și până în 1944, M. David a predat cursuri de Geografie fizică generală și de Geografia României. Trei dintre studenții săi – Gh. Filip, I. Dandescu și I. Gugiuman - au litografiat cursul despre Atmosferă (1930) și pe cel de Morfologie terestră (1933). Din aceste cursuri și din mărturiile unora dintre foștii săi studenți, rezultă că prelegerile lui M. David se caracterizau prin claritate, logică impecabilă și îmbinau analiza profundă cu largi sinteze care ofereau studenților înțelegerea cauzală a realității geografice. Pentru ilustrarea și exemplificarea faptelor, el recurgea la numeroase exemple din România, după observațiile proprii.
Pentru aprofundarea cunoștințelor, a organizat un seminar în cadrul disciplinei Geografia României. Studenții prezentau lucrări cu subiecte din geografia patriei și apoi se purtau discuții vii și cuprinzătoare. La seminar participau toate cadrele didactice ale Secției de Geografie și, după ce discutau studenții, profesorul dădea cuvântul cadrelor, începând cu cel mai tânăr. La sfârșit el făcea completări și ample sinteze pe tema discutată. În felul acesta, seminarul stimula atât pe studenți, cât și cadrele didactice să cerceteze bibliografia și să mediteze asupra temei tratate. Dealtfel, pentru stimularea participării studenților la activitatea geografică, M. David a sprijinit înființarea, în 1930, a Societății geografice „Dimitrie Cantemir”.
M. David a condus și lucrări practice, punând accent pe deprinderea citirii hărților topografice și analiza geomorfologică în teren și în laborator.
O importanță deosebită se acorda excursiilor de studiu organizate cu studenții la sfârșit de săptămână în apropierea Iașului sau în perioade mai lungi (10–18 zile), în timpul verii, în diferite regiuni din țară.
Pentru a întregi pregătirea studenților, M. David a inițiat înființarea conferințelor de Geografie umană, Geografie regională, Geografie istorică, Topografie, care au fost încadrate cu specialiști de profil (conf.dr. Gh. I. Năstase, conf.dr. N.Lupu, conf.dr. Emil Diaconescu, conf.dr. Scarlat Panaitescu).
A fost membru corespondent al Academiei de Științe din România începând cu 21 decembrie 1935 și membru titular începând cu 20 decembrie 1936 .
În anul 1938, prin Legea de raționalizare a învățământului superior, la Secția de Geografie s-au creat două catedre: Catedra de geografie fizică și Geografia României, al cărei titular a rămas M. David, și Catedra de geografie generală și Geografie umană, a cărei suplinire a fost încredințată conferențiarului dr. Gh. Năstase. Totodată însă s-au desființat conferințele de Topografie-Cartografie și de Geografie istorică (I. Gugiuman precizează că ar fi fost Istoria geografiei).
Pentru specializarea cadrelor, M. David a obținut introducerea doctoratului în geografie la Universitatea din Iași încât, în perioada 1938–1944, sub conducerea sa și a profesorului Gh. Năstase, au fost elaborate 5 teze de doctorat (Gh. Năstase, N. Lupu, V. Tufescu, N. Șenchea, I. Gugiuman).
Deoarece o instituție științifică fără o publicație proprie este mută, M. David a inițiat publicarea periodicului Lucrările Societății geografice „Dimitrie Cantemir” din care au apărut 4 volume în perioada 1938–1942, vicisitudinile războiului impunând încetarea editării.
Înțelegând importanța deosebită a geografiei ca disciplină de învățământ, Mihai David a apreciat că, pe lângă calitatea profesorilor pe care îi pregătea la Universitate, un rol important îl au manualele școlare. De aceea a depus eforturi mari pentru asigurarea unei înalte ținute științifico-metodice întregii serii de manuale de geografie. Împreună cu P.N. Mirodescu au elaborat zece manuale de geografie, dintre care nouă au fost tipărite în primă ediție în anul 1933 și unul – în 1938, fiind scoase apoi numeroase ediții. Opt manuale constituiau seria completă pentru învățământul liceal, iar două dintre ele au fost destinate școlilor comerciale. Prin calitatea deosebită a tuturor acestor manuale, Mihai David a adus o valoroasă contribuție la perfecționarea învățământului geografic și la ridicarea prestigiului acestei discipline de învățământ.
În afară de activitatea didactică și științifică de la catedrele de geografie și geologie, M. David a fost solicitat intens în activități organizatorice și de conducere, atât în cadrul Universității, cât și în afara ei.
În perioada 1922–1933 M. David a funcționat și ca director al Căminului de studenți, depunând eforturi susținute pentru crearea de condiții cât mai bune pentru viața tinerilor, ocupându-se intens și de educația lor. Experiența căpătată a valorificat-o apoi ca membru al Comisiei căminelor și cantinelor studențești a Senatului Universității, în perioada 1933–1937.
Apreciindu-i calitățile de bun organizator și integritatea morală, la 1 decembrie 1926 Senatul Universității l-a numit Administrator-delegat al Universității, funcție pe care a onorat-o până la 1 octombrie 1929. Facultatea de Științe l-a delegat ca membru al Senatului Universității pentru perioada 1938–1941.
În urma gravelor evenimente politice din ianuarie 1941, prin Decretul Nr. 167 a fost numit rector al Universității din Iași cu începere de la 29 ianuarie. Aceasta a fost o sarcină foarte grea deoarece trebuia să asigure desfășurarea normală a activității academice într-o atmosferă politică tulbure și apoi în condiții de război.
În calitate de rector, M. David s-a străduit să asigure condițiile necesare desfășurării procesului instructiv-educativ și de cercetare științifică, a făcut intervenții susținute pentru obținerea de fonduri, a ajutat studenții lipsiți de mijloace materiale și i-a încurajat pe cei merituoși, a apărat interesele cadrelor didactice, dând dovadă de omenie și de curaj civic.
În primăvara anului 1944, când Iașul a intrat în zona frontului, a fost nevoit să organizeze evacuarea Universității, cu tot personalul și cu toată averea ei materială. În acest fel, Catedra și Laboratorul de geografie au ajuns la Zlatna, în Munții Apuseni. Acolo i-a parvenit lui M. David ordinul prin care, începând cu data de 22 octombrie 1944, era demis din învățământ, fiind astfel printre primele victime ale epurării pe motive politice.
Pe lângă vasta sa activitate didactică și organizatorică, M. David a desfășurat și o intensă muncă de cercetare științifică, aducând valoroase contribuții la cunoașterea geologiei și geografiei unor însemnate regiuni din teritoriul patriei. În urma unor asidue observații de teren și cercetări de laborator, el a elaborat scheme logice de descriere și interpretare a evoluției reliefului în lumina teoriei ciclurilor geografice pentru Podișul și Subcarpații Moldovei, pentru Carpații Orientali și pentru Podișul Transilvaniei. Multe dintre observațiile lui s-au dovedit reale și unele interpretări sunt acceptate și astăzi.
Valoarea sa științifică a fost recunoscută de timpuriu, prin alegerea sa, în 1922, ca membru al Comitetului Societății Regale Române de Geografie și a fost consacrată prin alegerea, la 31 mai 1935, ca membru corespondent al Academiei Române. A fost și membru titular al Academiei de științe din București. La 1 aprilie 1944 a fost numit membru permanent al Institutului de Geografie, la a cărei fondare contribuise și el. Conducând Secția Iași a Institutului, a organizat cu regularitate ședințe de comunicări, prezentând el însuși lucrări originale și participând, cu înalta sa competență, la dezbateri.
În primăvara anului 1944, când Iașul a intrat in zona frontului, a fost nevoit să organizeze evacuarea Universitații, cu tot personalul și cu toată averea ei materială. În acest fel, Catedra și Laboratorul de geografie au ajuns la Zlatna, în Munții Apuseni. Acolo i-a parvenit lui M. David ordinul prin care, începand cu data de 22 octombrie 1944, era demis din învațământ, fiind astfel printre primele victime ale epurării pe motive politice.
Demis în 1944, M. David a fost pensionat abia la 1 noiembrie 1945, dar în 1948 a fost nevoit să prezinte un amplu și dramatic memoriu pentru a-și apăra drepturile în fața unei comisii de revizuire a pensiilor. În 1948 a fost arestat, iar apoi eliberat dupa 4 luni, cu scuze ca ar fi fost o greșeală.
Din iunie 1952 și până la 1 mai 1954 a lucrat la instituții de cercetare și proiectare, conducând studiile geotehnice asupra teritoriului orașului Iași în vederea documentării planului de sistematizare urbană.
Decesul subit, la 26 iunie 1954, a curmat activitatea profesorului Mihai David, organizatorul învățământului și cercetării geografice moderne la Universitatea din Iași.
Geografii ieșeni l-au omagiat pe M. David, organizând o sesiune științifică la Iași (21 martie 1986, cu 8 comunicări dintre care 6 prezentate de geografi de la Iași) iar la 12 mai au participat, cu 3 comunicări, la sesiunea organizată la Academia Română, la București.

## Decorații
- Semnul Onorific „Răsplata Muncii pentru 25 ani în Serviciul Statului” (13 octombrie 1941)[3]
- Ordinul Meritul Cultural în gradul de Cavaler cl. I, pentru știință (23 septembrie 1942)[4]

## Opera principală
- O schiță morfologică a Podișului Sarmatic Moldovenesc, 1920
- Relieful regiunii subcarpatice din districtele Neamț și Bacău, 1931
- Geneza, evoluția și aspectele de relief ale Podișului Transilvaniei, 1945